# Remigia torpida
Remigia torpida är en fjärilsart som beskrevs av Walker 1865. Remigia torpida ingår i släktet Remigia och familjen nattflyn. Inga underarter finns listade.